# Der Flug der Störche
Der Flug der Störche (französischer Originaltitel Le vol des Cigognes) ist ein Thriller des französischen Schriftstellers Jean-Christophe Grangé. Die Handlung findet in den frühen 1990er Jahren in Europa, Israel und Afrika, zuletzt in Indien statt. Erstmals erschien es im Jahr 1994, im deutschen Raum 1996. Es behandelt die Reise des Protagonisten Louis Antioche, der zunächst das Ausbleiben der Störche, instinktive Zugvögel, die alljährlich im Sommer aus Afrika zurückkehren, untersuchen soll. Bei seinen Nachforschungen stößt er auf ein grausames Geheimnis, das auch Louis und seine Vergangenheit zu betreffen scheint.

## Handlung

### Süßes Europa
Der 32-jährige ausgelernte Geschichtsstudent Louis Antioche wird vom Schweizer Ornithologen und früheren Bauingenieur Max Böhm damit beauftragt, den Verbleib zahlreicher Störche, die normalerweise im Frühjahr aus Afrika zurückkehren, zu klären. Antioche, der selbst seine Eltern vor 25 Jahren bei einem Aufstand in der Zentralafrikanischen Republik verlor, wurde vom Diplomatenpaar Georges und Nelly Braesler aufgezogen, die ihn wiederum mit Böhm in Kontakt brachten. Böhm will Antioche kurz vor dessen Abreise noch sprechen, wird von ihm aber tot in einem Storchennest aufgefunden. Die Autopsie und Antioches Nachforschungen in Böhms Privatsachen ergeben, dass er ein fremdes Herz hatte, das auch noch mit einer kleinen Plombe versehen war, deren Sinn unbekannt ist. Böhm hatte außerdem ein beträchtliches Vermögen. Dazu entdeckt der Protagonist Fotos aus den siebziger Jahren von Böhm und einem bisher unbekannten Sohn sowie die schaurige Fotografie eines Schlachthauses für Menschen. Antioche will aufgrund des Todes seines Auftraggebers die Reise abbrechen, wird aber vom ermittelnden Polizisten Dumaz überredet, dem Verbleib der Störche und der undurchsichtigen Vergangenheit Böhms nachzugehen.

### Sofia – im Zeichen des Kalten Krieges
Die erste Station auf seiner Reise ist Bratislava, wo Antioche den Ornithologen Grybinski trifft, eine der Kontaktpersonen, die Böhm vor seinem Tod angeworben hat. Gemeinsam besichtigen sie zunächst einige Brutstellen, ohne dabei Störche zu entdecken. Von Grybinski, der seit zehn Jahren von Böhm dafür bezahlt wird, nach den Störchen Ausschau zu halten, erfährt Antioche, dass fast nur doppelt beringte Vögel, also solche, die nach der Geburt und nach einer Behandlung markiert wurden, verschwunden sind und dass sich vor einigen Monaten zwei zwielichtige Personen für die Störche interessiert hatten. Grybinski beschreibt sie als Großen und einen kleinen Dicken, die für eine international tätige humanitäre Organisation namens Monde Unique (Einzige Welt), arbeiten. Während seiner Nachforschungen in Osteuropa erhält Antioche Informationen über Böhm, die der Schweizer Polizist zusammenträgt: demnach war Böhm eine rätselhafte Gestalt, die viele Jahre seines Lebens, teilweise zusammen mit Frau und Sohn, in Afrika verbrachte. Neben Bautätigkeiten war er Berater für Jean-Bédel Bokassa. 1976 starb die Ehefrau, der Verbleib von Vater und Sohn sind anschließend für 15 Monate ungewiss, danach fehlt jede Spur des Sohnes. Die Herztransplantation muss in Afrika durchgeführt worden sein. Die Herkunft des Vermögens, das er nach seinem Tod der ominösen Organisation Monde Unique vermachte, bleibt weiter ein Rätsel. Antioche reist weiter nach Sofia, wo er den französischen Linguisten Marcel Minaus kennen lernt, ein Experte für Roma, der ihn mit dem Ornithologen Nikolitsch bekannt machen soll. Nikolitsch wird ermordet und mit entferntem Herzen aufgefunden. Wieder erfährt Antioche, dass die Organisation Monde Unique Behandlungen in Bulgarien durchgeführt hat und dort neben einer Ambulanz auch eine Analysestation und einen kleinen OP-Raum unterhielt. Einige Zeit nach Nikolitschs Tod musste Monde Unique ihre Zelte in Bulgarien abbrechen. Antioche trifft zuletzt einen verkrüppelten Roma, Milan Djuric, der in Frankreich von einem sadistischen Arzt entstellt wurde. Nach einer tödlichen Begegnung mit einem Mitarbeiter von Monde Unique macht sich Antioche weiter auf seiner Reise nach Süden.

### Der Storchenkibbuz
Sein weiterer Weg führt Antioche nach Israel, wo er in einem Kibbuz den Verbleib der Störche klären kann. Viele Exemplare wurden erschossen, da in ihren Ringen Diamanten aus Zentralafrika nach Europa geschmuggelt wurden, wodurch sich das Vermögen von Max Böhm erklärt. Antioche bricht weiter auf nach Afrika, die Israelin Sarah, die er in dem Kibbuz kennenlernt, nach Europa, um der Spur der Diamanten nachzugehen.

### Urwald und ein Herbst in der Hölle
In den Wäldern von Afrika stößt Antioche auf weitere Fälle, wo Menschen anscheinend von Tieren angegriffen wurden, Menschen, die von Monde Unique behandelt wurden. Louis entdeckt dabei, dass allen Opfern das Herz entnommen wurde. Im weiteren Verlauf verdichten sich die Verdächtigungen auf die Hilfsorganisation und ihren Gründer, Pierre Doisneau, die gezielt Menschen auswählt, mit dem Hubschrauber im Busch überrascht und die Herzen entnimmt. Antioches Nachforschungen ergeben, dass Pierre Doisneau niemand anderes ist als sein Vater, der, nach der lebensbedrohlichen Herzerkrankung seines ältesten Sohnes, ständig auf der Suche nach dem passenden Ersatzherz für ihn ist – und dass ursprünglich Louis als Spender herhalten sollte, was seine Mutter aber nicht zugelassen hatte und mit ihm floh und er deshalb zu Adoptiveltern gegeben wurde.

### Kalkutta – Fortsetzung und Ende
Als der Hauptsitz von Monde Unique lokalisiert ist, reist Antioche nach Kalkutta. Im Gewölbe des Hauptquartiers, dem Schlachthaus des Bildes von Max Böhm, steht er sich letztendlich seinem Vater gegenüber und kann ihn, mit Hilfe des Roma Milan Djuric, töten.

## Hintergrund
Sehr vage scheint Christiaan Barnard, der die erste Herztransplantation in Kapstadt, Südafrika, durchgeführt hat, hier als Vorbild in die Handlung eingestrickt zu sein.
Die Figur von Max Böhm erinnert zudem sehr stark an den Schweizer „Storchenvater“ Max Blösch.

## Adaption
Der Roman diente als Vorlage für eine Verfilmung unter Regie von Jan Kounen, die im Januar 2013 als Zweiteiler von Canal + ausgestrahlt wurde. Die Hauptrolle übernahm Harry Treadaway. Zudem ist Perdita Weeks als Sarah, Rutger Hauer als Sonderman und Clemens Schick als Hervé Dumaz zu sehen.

## Ausgaben
- Der Flug der Störche. Thriller („Le vol de cigognes“). Bastei-Lübbe 1997; wieder Weltbild, Augsburg 2002 ISBN 3-8289-0601-X Übers. Barbara Schaden[1]
- Le vol des cigognes. Librairie Générale Françaises, Paris 1996 ISBN 2-253-14007-4
- Der Flug der Störche. Hörbuch. Lübbe Audio, Bergisch Gladbach 2007 ISBN 978-3-404-77191-2 (6 CDs, Stimme Joachim Kerzel).

## Notizen
1. ↑  Schaden in der Übersetzer-Datenbank des VdÜ, 2019